# Svirsk
Svirsk (rusky Свирск) je město v Irkutské oblasti v Ruské federaci. K 1. lednu 2016 mělo 13 127 obyvatel. Leží ve východní Sibiři, v centru Irkutsko-Čeremchovské roviny ne levém břehu Angary, 150 km od Irkutska a 216 km západně od Bajkalu.

## Historie
Poprvé je připomínán roku 1735 jako Černigovská samota, založená potomky Nikifora Černigovského, samota postupně vyrostla ve vesnici Černigovská, roku 1909 vesnice Černigovská (neboli Svirská, podle rodiny, která se přistěhovala koncem 18. století) měla 299 obyvatel. Největší rozvoj Svirsk zažil v poválečném období, kdy byl v něm vybudován závod Vostsibelement a roku 1949 se stal městem. V 60. letech měl více než 20 tisíc obyvatel, v 21. století obyvatelstvo kleslo až na 13 tisíc.